# Justice League / Mighty Morphin Power Rangers
Tarea de habilidades digitales 
Liga de la justicia/ Mighty Morphin Power Rangers fue una serie limitada de cómics que juntaba a los miembros más importantes de Liga de la Justicia de DC y a los nuevos Mighty Morphin Power Rangers de la editorial Boom Studios, escrita por Tom Taylor y dibujada por Stephen Byrne, pero sobre todo es el tercer crossover entre DC y Boom Studios. El cómic fue anunciado a finales del año 2016 por parte de los representantes de DC y Boom studios.

## Precedente
Después de los dos crossovers entre Boom Studios y DC, que correspondían a Lumberjanes / Gotham Academy (2016) y Planet of the Apes / Green Lantern Corps (2017), los representantes de ambas editoriales anunciaron por medio de un póster teaser dibujada por Karl Kerschl donde nos presentaba a los dos bandos, más el comunicado de Matt Gagnon, el presidente de Boom studios que dijo: ¡Tenemos personajes icónicos que se encuentran por primera vez y son amados en todo el mundo! Nuestra imaginación ha estado corriendo desde el momento en que comenzó esto con nuestros amigos de DC y Saban Brands. Prepárense ... este es un evento que no debe perderse ". Al mismo tiempo se anunció que John Stewart será el Linterna Verde que formara parte de la aventura, para coincidir con su participación constante en la Liga de la Justicia después del DC Rebirth, mientras Hal Jordan esta en su propia aventura individual en los nuevos números: Hal Jordan & The Green Lantern Corps.
Stephen Byrne afirmó que la historia giraría en torno a Zack Taylor, el Black Ranger original y habrá interacciones, un choque entre los héroes protagonistas y sobre todo una alianza entre los dos bandos de héroes donde la Liga de la Justicia enfrentará a los míticos monstruos gigantes de Lord Zedd y los Power Rangers tendrán que hacerle frente a la mayor amenaza universal conocida como Brainiac. Stephen Byrne declaró que antes de este croosover, había dibujado a los siete años el Megazord original al lado de un Megazord tipo Superman/Batman y había titulado este dibujo como Power Rangers vs Justice League.

## Argumento
Cuando Zack esta defendiendo el Centro de Mando de un ataque de Patrulleros de Masa comandados por Lord Zedd, la red de teletransportación es destruida por un falso Alpha 5 cuando Zordon intenta sacar a Zack del peligro, esto hace que la teletransportación envíe a Zack y Lord Zedd en un mundo completamente desconocido y obscuro. Los demás Power Rangers usan las mismas coordenadas para atravesar la dimensión salvar a su compañero, al llegar es donde descubren que el mundo donde están ahora los super héroes son algo cotidiano y los villanos son tan poderosos como Rita y Zedd.

### Capítulo 1
Nos encontramos con una devastada ciudad de Angel Grove y a un deprimido Zack culpándose de la destrucción de su ciudad natal, al mismo tiempo llega Superman tratando de animarlo, argumentando que el no es el responsable. 36 horas antes de este desastre, los Mighty Morphin Power Rangers reciben una llamada de auxilio por parte de Zordon, quien les dice que Alpha desapareció misteriosamente. Justo antes de la búsqueda, Zack logra encontrarlo pero Zordon advierte que ese robot no es Alpha 5 y al explotar logra destruir una pared y una antena de la red de telentrasportación, permitiendo así que Lord Zedd y unos Patrulleros de Masa invadan el Centro de Mando, en un intento de desesperación, Zack toma a Zedd y se teletransporta a un lugar incierto.
Los demás Rangers liderados por Jason Lee Scott, llegan al Centro de Mando, logrando derribar a los Patrulleros de Masa y salvar a Zordon de estos, después de vencer a los villanos, Zordon les dice que Zack se teletransporto con Zedd a un lugar completamente fuera de nuestro mundo, por lo que los Rangers usan esas coordenadas para ir por el. Mientras tanto, Zack llega a nada más y nada menos que a Ciudad Gótica, junto con unos Patrulleros que intentan detenerlo, en ese momento Batman, el caballero de la noche llega y esta dispuesto a ayudar al Black Ranger, pero este piensa que es uno de los tantos trucos de Lord Zedd y lucha contra el murciélago, en medio de la lucha los demás Mighty Morphin Power Rangers llegan y juntos vencen a Batman, por medio del Zord Pterodactilo de Kimberly dejando a Batman y su batimovil fuera del camino. Por lo que los Rangers están dispuestos a regresar a su mundo pero Zack les advierte que Lord Zedd está libre en esta desconocida Tierra y estos deciden quedarse para investigar.

### Capítulo 2: Mighty Morphin Power Rangers vs. Justice League
Justo después de que Kimberly incapacitara el Batimovil, Superman y la Mujer Maravilla tratan de intercepta al Zord Pterodactilo, mientras Linterna Verde (John Stewart), Flash y Cyborg llegan a tiempo para pelear contra los Rangers, desatándose una pelea entre la Liga de la Justicia contra los Mighty Morphin, quienes deciden invocar a los Zords. Antes que la pelea se prolongue, Superman, la Mujer Maravilla y Kimberly detienen el combate, alegando que ambos equipos luchan por el bien, así que deciden conocerse, dándose una disculpa.
Lord Zedd aparece flotando en el espacio exterior y es capturado por Brainiac, quien lo encoge para embotellarlo pero Zedd se indigna ante esto y con su magia negra logra hacerse de tamaño natural, impresionando a Brainiac por lo que ambos se identifican al saber que sus objetivos fracasan por culpa de los héroes, así que Zedd le propone a Brainiac un trato, que el puede derrotar a la Liga de la Justicia para conquistar la Tierra-1, mientras que Brainiac puede obtener la información de Zordon en Angel Grove, mientras los Rangers no están en su mundo.
Mientras tanto, los Power Rangers le cuentan a la Liga de la Justicia que vinieron para detener a Lord Zedd quien llegó a su mundo tras la teletransportación del Black Ranger, en ese momento Superman logra escuchar gritos provenientes de todas las capitales del mundo, así que Cyborg se encarga de contactar a todos los miembros de la Liga de la Justicia, por lo que los Power Rangers ofrecen su ayuda a la Liga de la Justicia para detener la amenaza global.

### Capítulo 3: Héroes vs. Monstruos parte 1
Después de que Cyborg haya contactado con todos los miembros de la Liga de la Justicia, Superman descubre que hay gigantescos monstruos alienígenas atacando, el Red Ranger y Batman deducen que Zedd esta detrás de todo esto y esta atacando distintas capitales del mundo para dividirlos, por lo que Jason le propone a la Liga de la Justicia que lucharan por separado pero manteniéndose juntos, es decir ir en distintos grupos. Mientras el plan esta en progreso con los demás héroes hiendo a las capitales, Cyborg teletransporta a los Power Rangers consigo a la Atalaya pero un misterioso virus de computadora ataca el sistema de Firewall de Batman por lo que se quedan varados en el espacio y la única forma de teletransportarse es por medio de los Rangers, que aun están conectados a la Red de teletransportación.
El Black Ranger al lado de Batman y los Jóvenes Titanes están defendiendo Australia, en Tokio Kimberly y la Mujer Maravilla luchan contra uno de estos seres, el Dragonzord, Linterna Verde, Canario Negro y Nightwing están en Argentina, el Blue Ranger y otros Jóvenes Titanes se quedaron protegiendo en Estados Unidos, en Irlanda la Yellow Ranger , Flash, Aquaman y Mera, impiden que el país sea atacado y por último Superman y el Red Ranger están rescatando a los civiles en Egitpo. Entonces Superman y Cyborg presencian la llegada de Brainiac drones quienes entran en los Dino Zords y despojan a los Rangers de sus Monedas de Poder por lo que la Liga de la Justicia debe salvar a los Power Rangers, pero descubren algo más ¡Brainiac ha tomado el control absoluto de los Dino Zords y se han ido a Angel Grove!
Cuando los Rangers y la Liga están refugiados en la Atalaya, Billy sugiere que un Colisionador de Hadrones para poder ir a su Tierra natal, por lo que Superman lleva a la Liga de la Justicia y a los Mighty Morphin a Suiza donde existe un Colisionador para poder salvar a Angel Grove.

### Capítulo 4: Héroes vs. Monstruos parte 2
Billy está con Cyborg y los científicos suizos investigando como poder viajar en el Colisionador, en ese momento Zack le revela a Kimberly que discutió con sus padres justo antes de llegar al Centro de Mando para salvar a Zordon, pero Kimberly lo alienta de que Billy y la Liga de la Justicia saben lo que están haciendo y pronto podrán regresar para detener a Brainiac. El grupo de ciencia revela que es posible ir a otro mundo siempre y cuando se tenga un enlace para poder acceder, por lo que Tommy piensa que la Daga del Dragón puede ser ese enlace que necesitan, por lo que Linterna Verde hace funcionar el colisionador por medio de la energía de su anillo.
La Liga de la Justicia logra hacer que el colisionador abra la puerta a la dimensión de los Power Rangers pero descubren que ¡Brainiac esta encogiendo la ciudad! Zack desesperado ve por última vez a sus padres justo en el momento en el que Angel Grove es encogido por Brainiac. Ya en el presente (como empezó en el capítulo uno), Superman intenta consolar a los Rangers, contándoles su historia de como su planeta natal estalló y ahora es el último superviviente de Krypton, pero deben actuar rápido, debido a que Batman advierte que una vez que Brainiac absorbe una ciudad importante destruye el planeta entero, ahí Superman a través de su visión de rayos X en la nave nodriza descubre que Zedd y Brainiac planean enviar un ejército de Patrulleros de Masa y Brainiac drones. Antes de la batalla, Batman y Flash equipan a los adolescentes con armamento: Parte de la Sala de Trofeos que la Liga de la Justicia ha capturado de antiguos enemigos.
Una vez listos, Superman distrae a Brainiac mientras Cyborg y los Power Rangers se infiltran en la Nave Nodriza de Brainiac destruyendo a varios Brainiac drones, Superman logra encontrar las Monedas de Poder y se las devuelve a los Mighty Morphin quienes logran recuperar sus poderes, pero Cyborg es infectado por un virus de Brainiac y logra derribar a Batman pero el Blue Ranger interviene, atravesándole su lanza a Víctor mientras los monstruos de Zedd están atacando la Tierra.

### Capítulo 5: La Batalla Final parte 1
La Mujer Maravilla al lado Kimberly, Jason y Tommy llegan a la OTAN informando que se deben unir todas las naciones debido a que nunca habían enfrentado un ataque como este, mientras los monstruos de Zedd atacan la Tierra, los Brainiac Drones llegan desde el espacio pero John Stewart tratara de ganar tiempo enfrentando la horda.
Superman, impactado por lo que le ocurrió a Cyborg lo inmoviliza mientras Batman intenta reiniciarlo. Una vez compuesto, ellos y los Rangers van a buscar la embotellada Angel Grove, Trini y Billy sugieren en rescatar las demás ciudades embotelladas después de derrotar a Brainiac, pero Cyborg advierte que había un séptimo pasajero en la Nave Nodriza: Alpha 5, quien le fue entregado a Brainiac como un regalo por parte de Zedd, Superman les dice que el salvará a Alpha mientras los Rangers ponen a salvo a Angel Grove. Mientras tanto en Bruselas, los Brianiac drones llegan a la Tierra, por lo que los Rangers y la Mujer Maravilla protegen a los civiles. Brianiac logra incapacitar a Superman pero el villano es destruido por los Power Rangers, por lo que Superman se apresura para darles sus Monedas de Poder a Jason, Kim y Tommy.
El Blue Ranger y Cyborg toman uno de los brazos destrozados de Brainiac para tratar de encontrar alguna forma de regresar a Angel Grove a la normalidad, mientras Flash intenta detener a Lord Zedd quien intento hacer crecer uno de sus monstruos, pero se topa con Alpha 5, entonces Flash le da a Alpha una de las bombas mágicas de crecimiento. Brainiac aparece e intenta convencer a Alpha 5 de que se una a ellos pero este se niega haciéndose gigante, argumentando que protegerá a sus amigos y lucha contra los monstruos gigantes de Lord Zedd.

### Capítulo 6: La Batalla Final parte 2
La Liga de la Justicia y los Mighty Morphin están luchando con todo lo que tienen contra los Drones y los Patrulleros de Masa. Antes de que Flash se lleve a Angel Grove a un lugar seguro, Jason percibe que Zordon no esta, pues este ha sido enfrascado por Brainiac y es ahora una reliquia de Lord Zedd, mientras tanto Cyborg y Billy tienen listo el plan para detener a Brainiac, por lo que Cyborg permite que Brainiac lo controle de nuevo, pero el Blue Ranger le revela al villano que Cyborg estaba infectado con un virus troyano recargado que inmovilizará todos los drones, la Nave Nodriza y a los Zords, así que los Mighty Morphin toman el control de los Zords para detener a los monstruos de Zedd.
Zedd enfurece de rabia al ver como su plan esta fracasando, así que se hace gigante, la Liga de la Justicia intenta detenerlo pero son incapaces de enfrentar el poder mágico del Lord, ya derrotados, Zedd intenta matar a la Liga pero el Dino Megazrod interviene, protegiéndolos y arrebatándole a Lord Zedd el Centro de Mando enfrascado, con ayuda del gigante Alpha 5, Zedd es derrotado e incapacitado.
Horas después, la Liga de la Justicia usa la tecnología de Brainiac con la ayuda del Dino Megazord para moldear la grieta de Angel Grove y regresar a la ciudad y al Centro de Mando a su normalidad. Los dos bandos de héroes después de ir a festejar su victoria en el Bar de Jugos de Ernie, la Liga de la Justicia le promete a Zordon y a los Power Rangers encontrar un lugar adecuado para las ciudades embotelladas de Brainiac, ambos se dan las gracias y una emotiva despedida, en eso, Alpha 5 se esconde y revela que Brainiac ha tomado el control del pequeño robot, dando así un final abierto a la historia.